# 랴오이우
랴오이우(중국어: 廖亦武, 병음: Liào Yìwǔ, 한자음: 요역무, 1958년 8월 4일 ~ )는 필명인 라오웨이(중국어: 老威)로 알려져 있는 중국의 작가, 시인, 언론인, 음악가이다. 중국의 공산주의 체제에 비판적인 입장을 표명하여 중국에서 수감 생활을 했으며 2011년에 독일로 이주했다.

## 생애
랴오이우는 1958년 8월 4일에 중국 쓰촨성 몐양시 옌팅현에서 태어났다. 고등학교를 졸업한 이후에 중국 각지를 여행하면서 시인으로 활동했고 중국의 여러 문학 잡지에 시를 기고했다.
1989년 봄에는 장편 시 《황색 도시》(黃城), 《우상》(偶像)을 발표했는데 이들 시는 정치 체제가 집단 백혈병에 의해 마비되고 사라졌다고 비판하는 내용을 담고 있다. 이 사건으로 인해 중국 공안 당국이 랴오이우를 억류하고 랴오이우의 저택을 수색하게 된다. 1989년 6월에는 1989년 톈안먼 사건 당시에 일어난 반정부 시위 유혈 진압을 비판하는 장편 시 《대학살》(大屠殺)을 지었다. 랴오이우는 본인이 직접 녹음한 테이프를 중국의 주요 도시에 배포하는 한편 동료들과 함께 톈안먼 사건을 소재로 한 영화 《안혼》(安魂)을 제작했다.
1990년 2월에는 자신의 아내, 6명의 친구들과 함께 열차를 타고 여행하던 도중에 충칭시 국가안전국으로부터 반혁명 선동 혐의로 체포되었고 법원으로부터 징역 4년형을 선고받게 된다. 랴오이우는 충칭 교도소에서 정치범으로 수감 생활을 하던 동안에 겪은 각종 고문과 가혹 행위로 인한 정신 질환으로 인해 옥중에서 2번이나 자살 시도를 했지만 살아남았고 동료 수감자들로부터 중국의 관악기인 소(簫)를 연주하는 방법을 배우게 된다. 출소 이후에는 쓰촨성 청두시에서 거리 음악가로 활동하면서 생계를 유지했다.
1999년에는 1970년대 중국에서 활동한 반체제 인사들이 지은 시들을 모은 지하 시집 《몰락의 성전》(沉淪的聖殿)을 출간했다. 2001년에는 타이완에서 중국의 사회 하류층 인사들과의 인터뷰를 모은 인터뷰 모음집 《중국저층방담록》(中國底層訪談錄)을 출간했다. 2008년 5월에는 2008년 쓰촨 대지진 피해 지역에서 부패한 관리들을 상대로 싸우던 생존자들과의 인터뷰를 진행했고 2009년에는 홍콩에서 인터뷰 모음집 《지진에 미친 사람들》(地震瘋人院)을 출간했다. 이 때문에 랴오이우의 저서들은 중국 본토에서 출판이 금지된 반면 몇몇 저서들은 영어, 프랑스어, 독일어, 폴란드어, 체코어 등으로 번역되기도 했다.
1995년, 2003년에는 미국의 인권 단체 휴먼 라이츠 워치로부터 헬먼-해밋상(Hellman-Hammett Grant)을 수상했고 2007년에는 중국 펜센터로부터 자유 저작상을 수상했다. 2008년에는 자신의 친구였던 반체제 인사인 류샤오보와 함께 중국의 민주화를 요구하는 내용이 담긴 정치 선언문인 《08 헌장》에 서명했다.
랴오이우는 중국 정부에 자신의 해외 출국을 허가해 줄 것을 여러 차례 요구했지만 국가 안보를 이유로 번번히 거절당했고 2010년 2월에는 독일의 앙겔라 메르켈 총리에게 공개 서한을 전달하게 된다. 이를 계기로 랴오이우는 2010년 말에 처음으로 해외로 출국하게 되었고 함부르크, 베를린, 쾰른에서 열린 문학 축제에 참석하기 위해 독일을 방문하게 된다.
랴오이우는 2011년 7월 6일에 베트남을 거쳐 독일로 이주했다. 2011년에는 독일 출판 서점 협회가 문학 활동을 통해 시민의 자유·도덕적 용기·지적 용기·미적 용기를 지지한 사람에게 수여하는 문학상인 숄 남매상을 수상했고 2012년에는 프랑크푸르트 도서전에서 독일 출판 평화상을 수상했다. 랴오이우는 독일 프랑크푸르트암마인에 위치한 프랑크푸르트 파울 교회에서 열린 2012년 독일 출판 평화상 수상 기념 연설에서 중국을 "무자비한 피의 제국", "국제적인 재앙의 원인", "계속해서 확장해 나가는 쓰레기 매립지"라고 명시했고 "모든 인류의 평화와 행복을 위해 제국과 같은 중국은 분열되어야 한다."라는 입장을 표명했다.

## 주요 작품
- 《몰락의 성전》 (1998년)
- 《중국저층방담록》 (2001년) - 대한민국에서는 2004년에 이가서에서 《저 낮은 중국》이라는 제목으로 출간되었다.
- 《시체의 발걸음》 (2002년)
- 《지진에 미친 사람들》 (2009년)
- 《하느님은 붉다》 (2011년) - 1949년부터 일어난 중국의 기독교인 박해에 관한 책. 대한민국에서는 2014년에 새물결플러스에서 《붉은 하나님》이라는 제목으로 출간되었다.
- 《기념사》 (2011년) - 1989년 6월 4일에 일어난 톈안먼 사건 진압 이후에 체포된 랴오이우를 비롯한 충칭 교도소의 정치범들에 대한 끔찍한 대우를 소재로 한 책.
- 《나의 목격자》 (2011년) - 1990년대 초반에 충칭 교도소에 수감되어 있던 랴오이우와 여러 정치범들의 경험을 소재로 한 책.
- 《노래와 100곡을 위하여: 중국의 감옥을 통과하는 시인의 여정》 (2013년)
- 《총탄과 아편》 (2019년)

## 같이 보기
- 류샤오보